# Alojzijevišče, Ljubljana
Alojzijevišče ali Alojzijev zavod je bil vzgojni zavod, dijaško semenišče, ki ga je leta 1846 ustanovil ljubljanski škof Anton Alojzij Wolf (14. junij 1782, Idrija, † 7. februar 1859, Ljubljana) na Poljanski cesti v Ljubljani. Leta 1845 je škof odkupil hišo z vrtom na današnji Poljanski cesti in jo na svoje stroške obnovil in dozidal. Zavod in zgradba sta ime dobila po zavetniku mladine in študentov, italijanskem jezuitskem redovniku Alojziju Gonzagu (1568-1591), zavetniku mladine. Na pročelju stavbe je star napis COLLEGIUM ALOYSIANUM, v veži ob vratih pa sta vzidani marmorni plošči z napisom FACULTAS THEOLOGICA LABACENSIS (Ljubljanska teološka fakulteta) in SEMINARIUM ARTIS SACRAE (Seminar svete vede).
Trenutno večino stavbe zavzema Teološka fakulteta v Ljubljani, medtem ko se v njej nahajajo še: Škofijska univerzitetna pastorala Ljubljana, Mlada Karitas (Young Caritas), Škofijska knjižnica in Orglarska šola v Ljubljani.

## Zgodovina
Alojzijevišče, ki ga je gradil zidarski mojster Matevž Medved (* 1796 v Cerkljah, † 1865 v Cerkljah), je omogočalo dijakom iz revnih družin študij na gimnaziji v Ljubljani. Od leta 1919 se v zgradbi nahaja Teološka fakulteta v Ljubljani. Svojo nalogo je zavod opravljal do leta 1910 – še pet let zatem, ko je ljubljanski škof Jeglič ustanovil Zavod sv. Stanislava v Šentvidu. Poslopje in vrt Alojzijevišča sta vzela v najem najprej ljubljansko bogoslovje, zatem pa Teološka fakulteta, ki je bila ustanovljena leta 1919.
Študij na Teološki fakulteti v Ljubljani je nemoteno potekal vse do pričetka druge svetovne vojne in v manjšem obsegu vse do leta 1943; po italijanski kapitulaciji septembra 1943 so bila predavanja prepovedana in večji del Alojzijevišča je bil preurejen v vojašnico.
Maja 1945 je vojaške prostore Alojzijevišča zavzela Jugoslovanska armada; slednja je v teh prostorih ostala vse do konca študijskega leta 1946/47, nakar se je ponovno vzpostavil študij. Med letoma 1947 in 1949 je bila v prostorih Alojzijevišča tudi Agronomska fakulteta v Ljubljani. V letih 1970–1972 je ob starem Alojzijevišču zrastel prizidek Teološke fakultete.
Od študijskega leta 2011/12 v prostorih deloma deluje tudi Fakulteta za poslovne vede v Ljubljani.

## Osebnosti
Rektorji/Prefekti
- 1846–neznano: Janez Zlatoust Pogačar
- 1861–62: Janez Bonač
- 1862–67: Tomo Zupan
- 1867-81: Janez Gogala[5][6]
- neznano–1899: Josip Benkovič
- Josip Gruden

Predavatelji
- Josip Demšar

Gojenci
Gojenci Alojzijevišča so med drugimi bili: Franc Bernik, Izidor Cankar, Matej Frelih, Josip Jurčič, Dragotin Kette, Valentin Lah, Fran Levstik, Josip Marn, Ferdinand Pogačnik, Ivan Resman, Jožef Resnik, Josip Stritar, Luka Svetec, Ivan Štrukelj, Ivan Tavčar, Ferdinand Ullrich, Janez Urbas, Peter Urh, Tomo Zupan, Valentin Žun, ...